# Shapes (musikalbum)
Shapes är Josefin Nilssons första soloalbum, utgivet 23 mars 1993.

## Låtförteckning
1. "Surprise, Surprise" – 4:32
2. "Heaven and Hell" – 5:29
3. "We Won't Be Going Anywhere" – 4:08
4. "Where The Whales Have Ceased To Sing" – 3:59
5. "High Hopes And Heartaches" – 4:18
6. "Midnight Dancer" – 4:13
7. "Leave It To Love" – 3:25
8. "When I Watch You In Your Sleep" – 4:08
9. "Now You See Him, Now You Don't" – 4:20
10. "The Film I'd Like To See" – 5:38

Alla låtar skrivna av Benny Andersson / Björn Ulvaeus.

## Medverkande
- Josefin Nilsson – sång
- Benny Andersson – keyboard, synthesizer
- Sharon Dyall – bakgrundssång
- Anders Glenmark – bakgrundssång
- Rutger Gunnarsson – kontrabas
- Henrik Janson – elgitarr
- Nils Landgren – trombon, bakgrundssång
- Per Lindvall – trummor, percussion
- Magnus Rongedal – bakgrundssång
- Leslie O. Smith – bakgrundssång
- Lasse Wellander – gitarr

## Listplaceringar
| Lista (1993) | Topplacering |
| ------------ | ------------ |
| Sverige      | 14           |

### Fotnoter
1. ↑  ”Shapes”. Swedishcharts. 6 mars 1993. https://swedishcharts.com/showitem.asp?interpret=Josefin+Nilsson&titel=Shapes&cat=a. Läst 17 augusti 2012.